# Xugos
Xugos es un alto que se encuentra en la sierra de Penouta, en la zona norte del concejo asturiano de Boal. Se eleva 809 m sobre el nivel del mar, y en sus cercanías se encuentra una ermita dedicada a San Isidro. Asimismo, en este monte se hallan algunos de los túmulos catalogados en la citada sierra de Penouta.
- Datos: Q6169366